# Gyan (album)
Gyan è il primo album in studio della cantautrice australiana Gyan Evans, pubblicato il 16 ottobre 1989.

## Tracce
1. Train of Thought – 2:53
2. Wait – 3:39
3. Straight Lines – 4:38
4. Lead Me On – 2:44
5. How Can You – 4:19
6. Head Over Heels – 3:05
7. It's Alright – 3:48
8. Don't Ask Me Why – 4:49
9. Couldn't I Be? – 3:30
10. Don't Underestimate Me – 3:33
11. Black Wedding Ring – 4:53

## Classifiche
| Classifica (1989) | Posizione massima |
| ----------------- | ----------------- |
| Australia         | 27                |